# Iconcrash
Iconcrash är en finländsk musikgrupp inom electronica-genren, bildad 2004 i Helsingfors.
Samma år som de bildades gav de ut deras första EP tillsammans med en annan finländsk grupp vid namn Viola. Skivan delade dess totalt fyra spår mellan de två banden. Senare under 2005 kom även Iconcrashs debutalbum Nude ut. Albumets mastering utfördes av den brittiska skivproducenten Ray Staff, som även har arbetat med välkända grupper som Led Zeppelin, The Rolling Stones och The Clash.
Iconcrash har synts till flera gånger i media, bland annat på MTV3, YleX, SubTV, BFBS Radio 1 Germany samt Radio Helsinki, såväl som att ha uppträtt på Mercury Lounge i New York med Something For Rockets och Viva Voce den 4 januari 2005. Gruppen har också nyligen blivit intervjuade av Mad Eyed Moose Interviews och Eurobands.
I maj 2009 fick bandet skivkontrakt med finska indie-skivbolaget Dynasty Recordings och för närvarande arbetar de med deras andra album Enochian Devices. Albumet spelas in i Dynasty Recordings-studion av Antti Eräkangas som är producent för skivbolaget, och kommer att ges ut senare under året.

## Diskografi

### Studioalbum
- 2005 - Nude
- 2009 - Enochian Devices (ej ännu utgiven)

### EP-skivor
- 2004 - Viola / Iconcrash EP (splitt-EP tillsammans med Viola)

### Singlar
- 2003 - Happy? (promosingel)
- 2005 - The Lovers (radiosingel)
- 2009 - Strange, Strange Dark Star (radiosingel)